# Jüdischer Friedhof (Hüffelsheim)

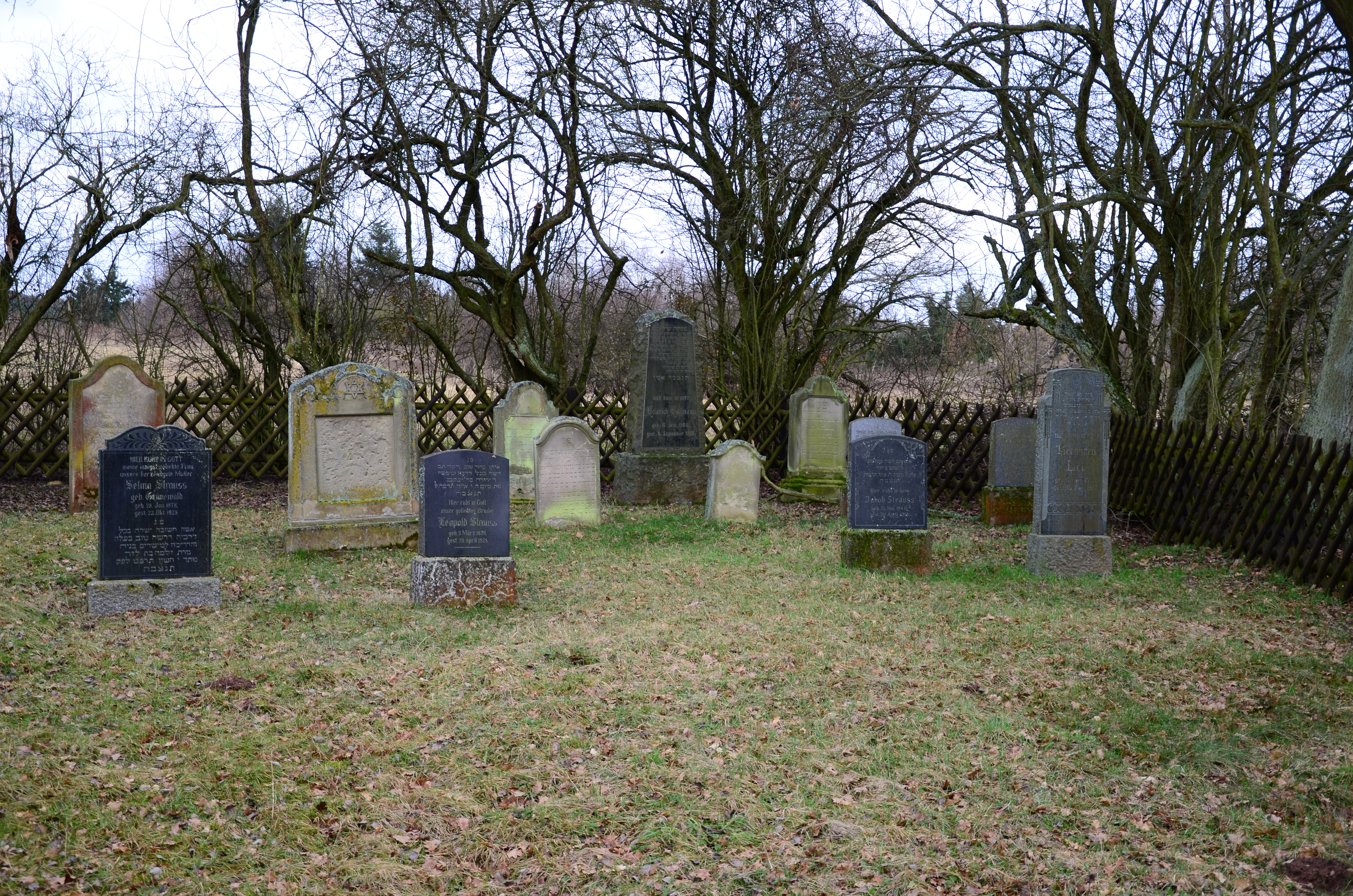
Jüdischer Friedhof in Hüffelsheim

Der Jüdische Friedhof Hüffelsheim ist ein Friedhof in der Ortsgemeinde Hüffelsheim im Landkreis Bad Kreuznach in Rheinland-Pfalz. 
Der jüdische Friedhof liegt südwestlich des Ortes in der Flur „Auf dem Heisterberg“.
Auf dem 2014 m² großen Friedhof, der von 1820 mindestens bis zum Jahr 1928 belegt wurde, befinden sich 30 Grabstätten mit Grabsteinen. Viele der Steine sind unleserlich. Der älteste datierbare Stein ist von 1837, der jüngste von 1928. Der Friedhof war auch Begräbnisstätte für die jüdischen Einwohner von Norheim. 